# 磐城国

磐城国の位置

磐城国（いわきのくに）は、戊辰戦争終結直後の1869年1月19日（明治元年12月7日）に、陸奥国が分割されて設立された、日本の地方区分の国の一つ。東山道に位置する。別称は磐州（ばんしゅう）。領域は、現在の福島県の浜通りおよび中通り南部、宮城県南部に当たる。

## 領域
1869年（明治元年）の制定時の領域は、現在の下記の区域に相当する。現在の福島県浜通り・中通りの南部、宮城県の南部が範囲となる。福島県中通りは西隣の岩代国と分割する形となる。
- 宮城県
  - 岩沼市の一部（阿武隈・大昭和・吹上など）
  - 亘理郡亘理町・山元町
  - 角田市
  - 伊具郡丸森町
  - 刈田郡蔵王町・七ヶ宿町
  - 白石市
- 福島県
  - 相馬郡新地町・飯館村
  - 相馬市
  - 南相馬市
  - 双葉郡浪江町・葛尾村・双葉町・大熊町・富岡町・楢葉町・広野町・川内村
  - いわき市
  - 田村市
  - 田村郡三春町・小野町
  - 郡山市の東部（阿武隈川以東）
  - 須賀川市の東部（阿武隈川以東）
  - 石川郡平田村・古殿町・玉川村・石川町・浅川町
  - 東白川郡鮫川村・棚倉町・塙町・矢祭町
  - 西白河郡矢吹町の大部分（境町・本郷町・南町・田内・馬場および東の内の一部・子ハ清水の一部を除く）
  - 西白河郡中島村・泉崎村・西郷村
  - 白河市の大部分（大信下小屋・大信隈戸を除く）

面積はおよそ6,788.29km2。（現福島県域5,525.40km2、現宮城県域1,262.89km2）

## 沿革
戊辰戦争後の西暦1869年1月19日（明治元年旧暦12月7日）に、陸奥国の分割により、岩代国・磐城国・陸前国・陸中国・陸奥国 (1869-)の5国が設立された。
範囲は718年から720年代まで存在した律令時代の「石城国」と似ているが、律令時代の石城国とは異なり、阿武隈山地を越えた内陸地域が含まれている。具体的には、伊具郡・刈田郡・田村郡・石川郡・東白川郡・西白河郡が内陸地域である。

### 旧藩
磐城国の領域にあった藩は以下の通りである。
- 相馬中村藩
- 三春藩
- 守山藩（水戸藩支藩）
- 磐城平藩
- 棚倉藩
- 湯長谷藩
- 泉藩

※以下、陸奥国から分立前に廃止された藩
- 白河藩
- 白河新田藩（白河藩支藩）
- 浅川藩
- 窪田藩

### 近代以降の沿革
- 『旧高旧領取調帳』に記載されている明治初年時点での、陸奥国のうち後の磐城国内の支配は以下の通り（1,056村・600,647石余）。太字は当該郡内に藩庁が所在。磐城平藩以外で国名のあるものは飛地領。
  - 白河郡（117村・69,223石余） - 幕府領、白河藩、越後高田藩
  - 白川郡（108村・43,408石余） - 幕府領、棚倉藩、下総小見川藩
  - 石川郡（82村・40,595石余） - 幕府領、白河藩、常陸笠間藩、常陸土浦藩、下総多古藩
  - 田村郡（148村・100,372石余） - 幕府領、旗本領、三春藩、守山藩、常陸笠間藩
  - 菊多郡（72村・38,700石余） - 旗本領、棚倉藩、磐城平藩、湯長谷藩、泉藩
  - 楢葉郡（41村・30,566石余） - 幕府領、棚倉藩、下総多古藩
  - 標葉郡（57村・25,682石余） - 相馬中村藩
  - 磐前郡（113村・55,763石余） - 幕府領、棚倉藩、磐城平藩、湯長谷藩、常陸笠間藩
  - 磐城郡（48村・29,385石余） - 幕府領、棚倉藩、磐城平藩、常陸笠間藩
  - 宇多郡（51村・35,443石余） - 幕府領、相馬中村藩、仙台藩
  - 行方郡（124村・44,943石余） - 相馬中村藩
  - 刈田郡（33村・23,539石余） - 陸前仙台藩
  - 伊具郡（36村・39,442石余） - 陸前仙台藩
  - 亘理郡（26村・23,581石余） - 陸前仙台藩
- 慶応2年6月19日（1866年7月30日） - 白河藩が棚倉藩に転封（元の棚倉藩は武蔵川越藩に転封）。旧領は幕府領となり、二本松藩が管轄。
- 慶応4年
  - 2月1日（1868年2月23日） - 棚倉藩が白河藩に転封（実行されず）。
  - 8月8日（1868年9月23日） - 戊辰戦争後の処分により、幕府領・磐城平藩領・棚倉藩領が磐城平民政局の管轄となる。
  - 9月24日（1868年11月8日） - 戊辰戦争後の処分により仙台藩が廃藩。
- 明治元年
  - 12月7日（1869年1月19日）
    - 陸奥国が分割され、上記のうち刈田郡・伊具郡は岩代国、残部と伊達郡は磐城国の所属となる。
    - 磐城平藩が戊辰戦争の責任を問われて減封。
    - 磐前郡の棚倉藩領および磐城平藩領の一部が相馬中村藩・笠間藩取締地となる。相馬中村藩取締地は桑折県を称した[注釈 2]。
    - 楢葉郡の棚倉藩領、磐城郡の棚倉藩領・笠間藩領の各一部、菊多郡の泉藩領・湯長谷藩領・棚倉藩領の各一部が三春藩取締地となる。

  - 12月24日（1869年2月5日）
    - 旧仙台藩から没収された刈田郡白石城に盛岡藩が転封されて白石藩となり、国内の仙台藩領を管轄。
    - 白河藩が棚倉藩に転封（現状に即した形となる）。
- 明治2年
  - 7月20日（1869年8月27日） - 宇多郡の幕府領が福島県（第1次）の管轄となる。
  - 7月22日（1869年8月29日） - 白石藩が盛岡藩に再転封。
  - 8月7日（1869年9月12日）
    - 幕府領・旗本領と相馬中村藩・笠間藩・三春藩取締地に白河県を設置。県庁を白河小峰城に設置。
    - 旧白石藩領に白石県を設置。県庁を白石城に設置。

  - 11月27日（1869年12月29日） - 白石県が県庁を伊具郡角田城に移転し、角田県に改称。
  - 12月 - 岩代国刈田郡・伊具郡が磐城国、磐城国伊達郡が岩代国の所属に変更。
- 明治初年 - 土浦藩の領地替えにより、国内の領地が白河県の管轄となる。
- 明治3年12月24日（1871年2月13日） - 守山藩が藩庁を移転して常陸松川藩となる。
- 明治4年
  - 7月14日（1871年8月29日） - 廃藩置県により藩領が中村県、棚倉県、磐城平県、湯長谷県、泉県、三春県および多古県、笠間県、松川県、小見川県、高田県の飛地となる。
  - 11月2日（1871年12月13日） - 第1次府県統合により、刈田郡・伊具郡・亘理郡および宇多郡の一部（旧・仙台藩領）が宮城県、白河郡が二本松県、残部が平県の管轄となる。
  - 11月14日（1871年12月25日） - 二本松県が福島県（第2次）に改称。
  - 11月29日（1872年1月9日） - 平県が磐前県に改称。
- 明治9年（1876年）
  - 4月22日 - 刈田郡・伊具郡・亘理郡および宇多郡の一部（旧・仙台藩領）が宮城県から磐前県に移管。
  - 8月21日 - 第2次府県統合により、刈田郡・伊具郡・亘理郡が宮城県に復帰し、残部が福島県の管轄となる。

## 地域

### 郡
- 田村郡
- 白河郡（現西白河郡）
- 白川郡（現東白川郡）
- 石川郡
- 刈田郡（現宮城県域）
- 菊多郡
- 磐前郡
- 磐城郡
- 楢葉郡
- 標葉郡
- 行方郡
- 宇多郡
- 伊具郡（現宮城県域）
- 亘理郡（現宮城県域）

### 人口
明治5年 (1872年) の調査では、人口34万8608人を数えた。